# Тюменская область сегодня
«Тюме́нская о́бласть сего́дня» — ежедневная официальная газета правительства Тюменской области. После публикации в данном издании вступают в силу нормативные правовые акты регионального правительства. Входит в ТОП-10 самых цитируемых областных СМИ.

## История

### «Тюменская правда сегодня»
Газета возникла как плод конфликта между губернатором Тюменской области Л. Ю. Рокецким и губернатором ЯНАО Ю. В. Неёловым по поводу самостоятельности автономных округов, отразившегося на коллективе старейшей и самой популярной по объёму тиража газеты области «Тюменская правда». Юг области и автономные округа были соучредителями издания, газета в конфликте губернаторов поддержала Л. Ю. Рокецкого, поэтому лишилась финансовой поддержки автономных округов. На фоне финансовых затруднений газеты летом 1998 года подал в отставку возглавлявший на протяжении 15 лет до этого «Тюменскую правду» главный редактор В. С. Горбачёв.
В октябре того же года губернатор Л. Ю. Рокецкий выступил с инициативой о создании газеты, которая принадлежала бы только правительству Тюменской области, без участия автономных округов. На это предложение откликнулся В. С. Горбачёв, ставший генеральным директором созданного Рокецким ГУП Тюменской области «Тюменское региональное информационное агентство» (ТРИА). Агентство учредило газету «Тюменская правда сегодня», начавшую выходить с логотипом так называемого четвергового номера «Тюменской правды». Также В. С. Горбачёв переманил из своей бывшей газеты наиболее читаемых журналистов. Первое время между «Тюменской правдой» и В. С. Горбачёвым велась информационная война.
В 1998 году выходили только сигнальные номера газеты, первый номер появился на свет 30 октября. С 10 декабря 1998 года она выходила три раза в неделю (вторник, четверг, суббота), с 1 января 2000 года стала ежедневной.
Учитывая обстоятельства своего появления, газета не могла остаться в стороне в конфликте юга области и автономных округов. Когда в 2001 году Л. Ю. Рокецкого в губернаторском кресле сменил «северный» кандидат С. С. Собянин, в газете последовали изменения. Первый редактор В. С. Горбачёв ушёл в отставку, в июле 2001 года вместо ГУП ТО «ТРИА» было создано ГУ Тюменской области «Тюменская правда сегодня», его учредителем выступил Департамент информационной политики Тюменской области (ныне Департамент по общественным связям, коммуникациям и молодежной политике Тюменской области).

### Под нынешним названием
7 февраля 2002 года главным редактором газеты назначен Александр Скорбенко. 19 июня газета переименована в «Тюменскую область сегодня». В 2006 году в Государственном реестре товарных знаков и знаков обслуживания РФ зарегистрирован товарный знак на логотип издания.
В этот период издание находится в постоянном творческом поиске. Газета стала полноцветной, внедрены электронные виды подписки. Изданию удалось резко нарастить свою аудиторию (тираж поднялся с 5 тыс. экземпляров в 1999 году до 50 тыс. экземпляров сейчас). Исследование «National Readership Survey» компании TNS Gallup (декабрь 2005 года — октябрь 2006 года) показало, что в среднем 9 % тюменских горожан в возрасте от 16 лет читают каждый номер. О популярности газеты свидетельствует и тот факт, что она получает до 10 тыс. читательских писем в год — отправляемых обычной почтой.

## Главные редакторы
1. Золотухин Геннадий, 28 октября 1998 — 7 августа 2000
2. Горбачев Виктор Семёнович, 7 августа 2000 — март 2001
3. Ковденко Раиса Петровна, 13 июня 2001 — 7 февраля 2002
4. Скорбенко Александр Николаевич, с 7 февраля 2002

## Тираж
28 апреля 2009 года газета вступила в «Национальную Тиражную Службу» (НТС). 30 марта 2010 года аудитор НТС подтвердил данные газеты о тираже.

## Рубрики и проекты
| - Сибирская глубинка - Кошелек - Жизнь национальностей | - Открой себя - Тюмень аграрная - Что волнует читателей? - Человек и общество | - Школа долголетия - Спортивный регион - Новости культуры |

## Достижения

### Рейтинги
- по результатам проведённого в декабре 2006 года — октябре 2007 года компанией TNS Gallup исследования «National Readership Survey» газета заняла 1-е место по размеру аудитории среди ежедневных печатных изданий города Тюмени[9]
- по итогам 2012 года газета заняла 9-е место в рейтинге самых цитируемых СМИ Тюменской области, составленном компанией «Медиалогия»[10]
- в рейтинге медиаресурсов, составленном компанией "Медиалогия" по итогам II квартала 2018 года "Тюменская область сегодня" находится на 6-м месте[11]

### Награды
- Знаки отличия «Золотой фонд прессы-2007» XIV Международной профессиональной выставки «ПРЕССА—2007»[4] и «Золотой фонд прессы-2013»[12]
- лауреат XIII фестиваля журналистов «Вся Россия 2008» в номинации «Областные, краевые, окружные и республиканские издания»[4]
- II место в номинации «Печатные издания» Открытого конкурса на лучшее освещение средствами массовой информации Уральского федерального округа комплексного инвестиционного проекта «Урал Промышленный - Урал Полярный» (июнь 2010 года)[4]
- Первое место за организацию медиамарафона «24 часа из жизни счастливых людей» в номинации «Россия – Великая наша держава» во Всероссийском конкурсе СМИ «Патриот России – 2018» на лучшее освещение в электронный и печатных средствах массовой информации темы патриотического воспитания. Автором проекта является Скорбенко Александр Николаевич[источник не указан 653 дня]
- Диплом III степени XVII межрегионального конкурса репортажной фотографии «Памяти Александра Ефремова 2018» в номинации «Региональный репортаж – Человек труда» за серию работ «Спасая жизнь», автор Бычков Валерий Валерьевич[источник не указан 653 дня]
- Главный редактор года, 2017, Всероссийский конкурс «Золотой фонд прессы», специальный диплом в номинации «Специальный проект», Скорбенко Александр Николаевич.
- Знак отличий «Золотой фонд прессы 2018», газета «Тюменская область сегодня»[источник не указан 653 дня]
- 1 место Межрегионального фестиваля «Православие и СМИ» в номинации «Печатные СМИ» за цикл публикаций о вере и милосердии», автор Шаманенко Маргарита Борисовна[источник не указан 653 дня]
- отмечены материалы на конкурсе 2018 «СМИ против коррупции», автор Лазарев Виталий Анатольевич[источник не указан 653 дня].